# Верхнепечерское
Верхнепечерское — село в составе сельского поселения Екатериновка Безенчукского района Самарской области.
Село находится на левобережье Волги, на берегу озера Липовое. Сообщение с соседними населёнными пунктами производится по автомобильным дорогам. Село расположено в 30 км от центра сельского поселения — села Екатериновка и в 40 км от райцентра — города Безенчука. Ближайшая станция железной дороги находится в Обшаровке.

## Население
| 2010 | 2012 | 2013 | 2014 | 2015 | 2016 |
| ---- | ---- | ---- | ---- | ---- | ---- |
| 45   | ↘42  | ↘35  | →35  | ↘28  | ↘23  |

## История
По данным 1859 года Верхний Печерский — хутор удельный, при озере Липовом. Значится в 1 стане Самарского уезда Самарской губернии, на коммерческом тракте из города Самары в город Сызрань. Расположен в 90 верстах от губернского города Самара, в 23 верстах от квартиры станового пристава в селе Екатериновка. В хуторе 147 дворов, 545 мужчин, 577 женщин.